# Crescenzio (kardynał S. Apollinare)
Crescenzio (XII wiek) – włoski kardynał z nominacji antypapieża Anakleta II (1130-1138).
Nominację, z tytułem prezbitera Sant Apollinare, uzyskał prawdopodobnie na przełomie 1130/31. W 1131 roku został mianowany na urząd rektora (gubernatora) Benewentu. Sygnował bulle Anakleta II z 21 października 1136 i 21 marca 1137. Po zakończeniu schizmy papież Innocenty II nie uznał jego promocji.